# Anarthropora voigti
Anarthropora voigti är en mossdjursart som beskrevs av Brown 1958. Anarthropora voigti ingår i släktet Anarthropora och familjen Exechonellidae. Inga underarter finns listade i Catalogue of Life.